# Берег юности
«Берег юности» — советский фильм 1969 года режиссёра Льва Цуцульковского по роману Георгия Холопова «Гренада».

## Сюжет
1920-е годы. Гражданская война почти закончилась, но жизнь ещё трудна, слаба Советская власть и сильны «нэпманы» — бой им дадут первые пионеры…

Главные герои фильма бакинские мальчишки, ребята разных национальностей, которые постепенно познают суть пролетарской солидарности и становятся первыми пионерами нефтяной столицы.— журнал «Вожатый», 1981
После гибели на войне отца-красноармейца мальчишка Гарегин с матерью попадает в Баку, растущий центр нефтедобычи. Они поселяются в бакинском дворике, где живёт настоящий интернационал: 40 жильцов 23 национальностей — от азербайджанцев до японцев — говорят на разных языках, но прекрасно понимают друг друга и всегда готовы прийти на помощь в беде.
Здесь Гарегин узнает, что такое настоящее товарищество пролетарских детей — русский мальчик Виктор, украинец Сашко, польская девочка Лариса становятся его первыми друзьями. Его новые друзья стремятся ему помочь, когда заболевает мать. 
И они вместе выступают против Вовки «Золотого» — сын нэпмана, отравленного богатством и считающим, что ему всё доступно, всё дозволено.
Друзья, чтобы собрать деньги для детей бастующих английских шахтеров, вступают в «борьбу» с нэпманами: идут на рисковую и опасную операцию — торговать ирисками в зоне банды «Серёги-интеллигента»… И победа всё равно за ребятами, вступившими в первый в городе пионерский отряд, хотя Гарегин будет избит и Вовка «Золотой» торжествует, пока…

Можно ли забыть светловскую «Гренаду»? И пока звонкие детские голоса поют эту песню, фильм переносит нас в те времена, когда она впервые прозвучала в тесном бакинском дворике... И молча слушал её раненый мальчишка Гарегин…— Советский экран, 1970

## В ролях
- Артём Казарян — Гарегин
- Таня Чередникова — Лариска
- Миша Ильин — 'Виктор
- Коля Ананьев — Сашко
- Таня Лапина — Зойка
- Эльвира Узунян — мать
- Дарий Амирбекян — дедушка
- Арусь Азнавурян — бабушка
- Елена Флоринская — Парижанка
- Владимир Труханов — Мармелад
- Геннадий Юхтин — Павлов
- Вячеслав Захаров — Федя
- Игорь Горбачёв — нэпман

В эпизодах: А. Нерсесян, Л. Енгибаров (клоун), А. Пашаян, П. Крымов, С. Коковкин, К. Адашевский, О. Лебзак, М. Манукян, Р. Зеленая (бабушка), И. Дмитриев и другие.

## Критика
Журнал «Спутник кинозрителя» (август 1970 года) выделил исполнение роли главного героя как «выразительное», и отметил, что «в фильме много ярких, свежих деталей характеризующих те годы», и несмотря на наивность ряда эпизодов, фильм смотрится с волнением и интересом.